# Andrzej Rapaczyński
Andrzej Rapaczyński (ur. 26 listopada 1947) – członek Rady Fundacji im. Stefana Batorego, wykładowca amerykańskiego prawa konstytucyjnego na Uniwersytecie Columbia w Nowym Jorku. Uczeń i wieloletni przyjaciel Leszka Kołakowskiego. Doradca rządu Polski i Federacji Rosyjskiej przy tworzeniu projektów konstytucji i prywatyzacji.

## Rodzina
Urodził się w rodzinie żydowskiej, jako syn Kazimierza Rapaczyńskiego (właściwie Herman Rittigstein), powstańca warszawskiego i Marii z domu Szancer. Jego brat Stefan, także walczył w powstaniu warszawskim, w wieku 14 lat poległ we wrześniu 1944 roku na ul. Czerniakowskiej. 
Absolwent II Liceum Ogólnokształcącego im. Stefana Batorego w Warszawie (matura 1965). Studiował na UW (1968), Columbia University (1974) oraz Yale University  (1982).
Mąż Wandy Rapaczyńskiej, członkini Komisji Trójstronnej.